# Vaccino anti-tetanico
Il vaccino del tetano si prepara dalla tossina tetanica (tetanospasmina) ottenuta da colture di Clostridium tetani. La tossina viene trasformata in tossoide per trattamento con formaldeide.

## Storia
Il primo vaccino per l'immunologia passiva fu scoperto da un gruppo di scienziati tedeschi sotto la guida di Emil von Behring nel 1890. Il primo tossoide tetanico inattivo fu scoperto e prodotto nel 1924. Una versione adsorbita più efficace del vaccino, creata nel 1938, ebbe successo  quando è stato usato per prevenire il tetano nelle forze armate durante la seconda guerra mondiale. Il DTP (che è il vaccino combinato per la difterite, il tetano e la pertosse) è stato utilizzato per la prima volta nel 1948 e ha continuato fino al 1991, quando è stato sostituito con una forma acellulare del vaccino.
Nel 1992 sono stati lanciati due nuovi vaccini: questi combinavano il tetano e la difterite con la pertosse acellulare (TDaP o DTaP), e potevano essere somministrati ad adolescenti e adulti (a differenza di quanto accadeva in precedenza, quando il vaccino veniva somministrato solo ai bambini).

## Preparazione
Il tossoide tetanico riportato è una soluzione di prodotti di coltura di C. tetani trattati con formaldeide; non deve contenere un conservante di tipo fenolico. Il tossoide tetanico adsorbito riportato è una preparazione sterile di tossoide tetanico semplice precipitato o adsorbito su allume, alluminio idrossido o alluminio fosfato.

## Attività del vaccino
L'attività del vaccino del tetano fluido viene determinata secondo la seguente procedura: si trattano per s.c. 10 cavie (300-350 g di peso) con la dose totale umana immunizzante. Dopo 4 settimane si somministrano per s.c. a tutte le cavie 100 LD50 di tossina tetanica: l'80% delle cavie deve restare vivo a quattro giorni dall'inoculazione.
L'attività del vaccino tetanico adsorbito viene determinata confrontando la dose di vaccino in grado di proteggere le cavie da una dose paralizzante di tossina tetanica somministrata per s.c., con la dose di riferimento, espressa in U.I., che assicura la medesima protezione.
I sali di alluminio rappresentano una componente vaccinale importantissima poiché aumentano l'efficacia del vaccino, stimolando il sistema immunitario e permettendo di ridurre la quantità di antigeni necessari per produrre il vaccino e il numero di dosi da somministrare, prolungano la protezione immunologica e riducono la frequenza e gravità di diverse reazioni sistemiche e locali legando e rilasciando solo lentamente molecole biologicamente attive presenti nei vaccini. Per tale motivo vengono chiamati adiuvanti (dal latino adiuvare, ovvero aiutare).
Minuscole quantità di sali di alluminio (circa 1 mg) sono presenti anche nei vaccini che proteggono da difterite, pertosse, Haemophilus influenzae B (Hib), Epatite A e B, pneumococco, meningococco, papillomavirus umano e meningococco B mentre non sono presenti nei vaccini contro la polio, l'influenza e quelli a virus vivi (contro il morbillo, la rosolia, la parotite, la varicella, il rotavirus).

## Calendario di vaccinazione
Il vaccino del tetano viene impiegato per indurre immunità attiva verso il tetano. La vaccinazione dovrebbe essere iniziata nei bambini di due mesi di vita. Il vaccino viene generalmente somministrato in associazione con quello della difterite e della pertosse (a meno che si decida di non immunizzare contro la pertosse).
Il vaccino trivalente viene trattato nella monografia relativa a quello della difterite. Generalmente, in concomitanza con la somministrazione del vaccino trivalente, si effettua la vaccinazione contro la poliomielite e, in Gran Bretagna, quella contro l'Haemophilus influenzae. In età scolare si somministra una dose di rinforzo di vaccino della difterite e del tetano (la dose di rinforzo contro la pertosse non è più necessaria). Un'ulteriore dose di richiamo di vaccino del tetano monocomponente dovrebbe essere effettuata all'età di 15-19 anni.
Se l'immunizzazione contro la difterite e la pertosse non è richiesta, situazione tipica dell'individuo adulto, si può utilizzare un vaccino del tetano monocomponente. Il vaccino del tetano non adsorbito è meno potente come componente antigenica di quello di tipo adsorbito e non dovrebbe quindi essere utilizzato come prima dose di un ciclo di immunizzazione (il vaccino adsorbito viene comunque preferito per tutte le dosi). Il ciclo di vaccinazione nell'adulto consiste di tre dosi, ciascuna da 0,5 mL (non meno di 40 U.I. per il vaccino adsorbito, non meno di 14 Lf per il vaccino non adsorbito), da somministrare a intervalli di un mese per iniezione sottocutanea o intramuscolare (alcune industrie farmaceutiche consigliano intervalli più lunghi tra le dosi). Si consigliano dosi di richiamo ogni dieci anni.

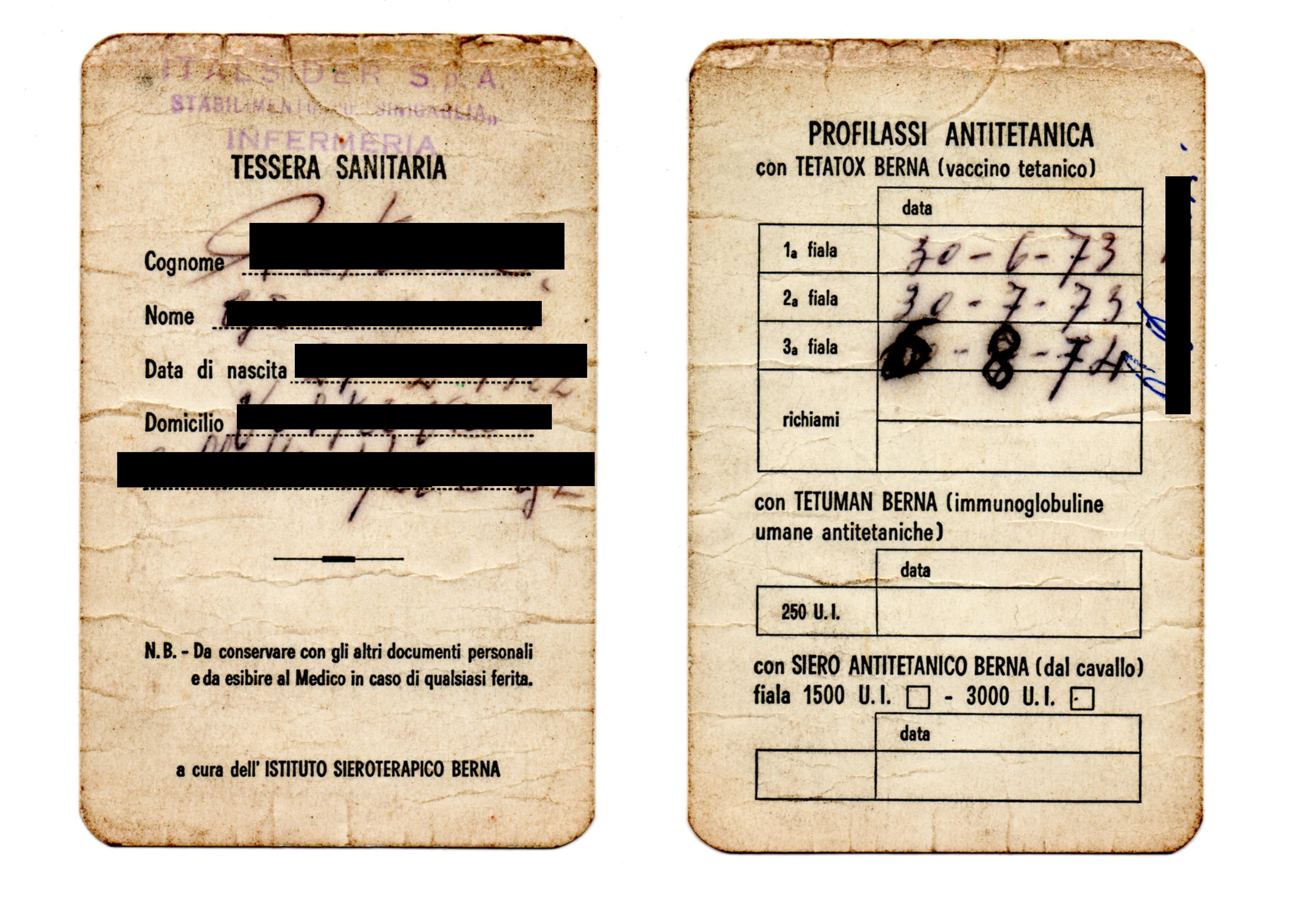
Tessera di vaccinazione antitetanica per lavoro in stabilimento.

La necessità di ricorrere a una vaccinazione antitetanica in caso di ferita dipende dalla condizione della ferita e dallo stato di immunizzazione del paziente. In caso che l'immunizzazione primaria o il richiamo siano stati effettuati negli ultimi dieci anni si ritiene opportuno somministrare una dose di vaccino tetanico adsorbito solo se il rischio di infezione è particolarmente elevato. Se invece sono passati più di dieci anni è consigliabile somministrare comunque una dose di rinforzo e, per le ferite ad alto rischio di infezione da C. tetani, può essere necessaria anche la somministrazione di immunoglobulina (il vaccino del tetano e l'immunoglobulina possono essere somministrati contemporaneamente, ma non nello stesso sito). In caso di ferita in un soggetto non immunizzato si ritiene opportuno iniziare un ciclo di immunizzazione primaria. Considerando però che questo non assicura una protezione immediata, si deve effettuare un trattamento profilattico con l'immunoglobulina, e possibilmente con antibiotici, specialmente in caso di ferite inclini ad infettarsi con C. tetani.
È stato osservato che, in seguito a trapianto di midollo osseo, l'immunità al tetano non viene trasferita dal donatore sieropositivo al paziente sieronegativo. Nei soggetti che sopravvivono a lungo dopo il trapianto la reimmunizzazione col vaccino del tetano è indispensabile; sembra che siano necessarie tre dosi per raggiungere un'adeguata protezione.

## Prevenzione
Si stima che nel mondo, escludendo la Cina, muoiono ogni anno 800.000 neonati per tetano neonatale (il 50% delle morti si verifica nei Paesi in via di sviluppo). Il controllo del tetano neonatale si raggiunge assicurando misure di igiene adeguate durante il parto e fornendo un'immunità protettiva alla madre nell'ultimo periodo di gravidanza: si somministrano due dosi di anatossina, la seconda ad almeno quattro settimane dalla prima e ad almeno due settimane dal parto. Questo ciclo di vaccinazione assicura al neonato una protezione contro il tetano pari all'80%. Per tutte le donne in età fertile tre dosi di anatossina, somministrate mantenendo almeno 4 settimane tra le prime due dosi e 6 mesi tra la seconda e la terza dose, forniscono il 95% di protezione per almeno 5 anni; una quarta e una quinta dose, ciascuna da somministrare almeno a un anno di distanza dalla precedente, assicurano una protezione per tutta la vita.

## Effetti collaterali
Di solito in seguito all'uso del vaccino adsorbito si verificano reazioni locali e lievi reazioni sistemiche; l'incidenza e la gravità delle reazioni aumentano con il numero delle dosi somministrate. Sono state riportate occasionalmente reazioni neurologiche e di tipo anafilattico: le prime coinvolgono il sistema nervoso, hanno sempre natura immunitaria e non sono un'azione diretta della tossina tetanica; le reazioni anafilattiche possono invece essere scatenate da qualsiasi tipo di antigene (da alcuni con maggiore frequenza) per il quale è avvenuta precedente sensibilizzazione.
La vaccinazione contro il tetano deve essere effettuata anche in pazienti con febbre, se presentano una ferita incline all'infezione da C. tetani. Le dosi di richiamo non dovrebbero essere di norma somministrate a intervalli inferiori a dieci anni, per evitare il rischio di gravi reazioni locali. È stata riportata la formazione di granulomi nel sito di iniezione; l'esame al microscopio e la biopsia hanno suggerito che tale comparsa sia da ricondurre ai sali di alluminio utilizzati come adiuvanti nel vaccino con lo scopo di stimolare la risposta immunitaria. Tali reazioni sono quindi del tutto normali.